# شهرستان کاراتو
شهرستان کاراتو (سواحلی: Wilaya ya Karatu)؛ یکی از شهرستان‌های پنجگانه‌ای است که از توابع استان آروشا در کشور تانزانیا می‌باشد. 

## جغرافیا
شهرستان کاراتو از شمال با شهرستان انگورونگورو و از غرب با استان شینیانگا و از شرق با شهرستان ماندولی و از جنوب و جنوب شرقی با استان مانیارا هم‌مرز می‌باشد.

## جمعیت
بر پایه نتایج سرشماری عمومی نفوس و مسکن که در سال ۲۰۰۲ توسط دولت تانزانیا انجام شد جمعیت این شهرستان بالغ بر ۱۷۸۴۳۴ نفر اعلام شده‌است.

## بخشها
شهرستان کاراتو به لحاظ اداری به ۱۳ بخش تقسیم شده‌است.
- بارای
- بوگر
- داا (تانزانیا)
- انداباش
- انداماراریک
- کاناسای
- کاراتو
- مانگولا
- امبولومبولو
- آلدینی
- کوروس
- آرهوتیا

بخش کوروس از چهار روستا تشکیل شده که به نامهای گونگالی، باشای، گندا و کوروس می‌باشند.